# 말레볼제
말레볼제(영어: Malbolge)는 벤 올름스테드(Ben Olemstead)가 1998년에 만든 난해한 프로그래밍 언어로, 그 이름은 단테의 신곡에 나오는 지옥 중 제8옥인 말레볼제에서 왔다.
말레볼제의 특징은 존재할 수 있는 가장 최악의 (가장 어렵고 난해한) 프로그래밍 언어로 설계되었다는 것이다. 하지만 이해를 어렵게 만들기 위해 사용된 방법 중 몇몇은 단순화할 수 있다.

## 역사
말레볼제가 처음 발표되었을 때 매우 이해하기 어려웠기 때문에, 첫 말레볼제 프로그램이 만들어질 때까지는 2년이 걸렸다. 이 프로그램은 사람의 손으로 쓰여진 것이 아니다. 이 프로그램은 앤드루 쿡(Andrew Cooke)이 디자인하고 리스프로 구현된 빔 탐색 알고리즘을 통해서 만들어졌다.
2000년 8월 24일에, Anthony Youhas는 자신의 블로그에 "말레볼제의 신비를 벗겨냈다"고 소개하면서 그 증거로 여러 문장을 출력하는 세 개의 말레볼제 프로그램을 제시하였다. 하지만 그는 그 프로그램을 만드는 방법에 대해서는 언급하지 않았다.
그 뒤, Lou Scheffer가 말레볼제의 암호학적 분석을 하고 입력을 출력으로 되돌리는 프로그램을 공개했다.
올름스테드는 말레볼제가 튜링 완전하다고 생각하였으나, 말레볼제 프로그램이 접근할 수 있는 메모리 공간의 한계 때문에, 말레볼제의 상태 모델은 유한하며 따라서 말레볼제는 튜링 완전하지 않다. 또 다른 흥미로운 제안은 말레볼제로 실용적인 루프를 구현할 수 있느냐는 것인데 이는 7년 만에 가능한 것으로 밝혀졌다.
2004년 8월 19일에, Tomasz Wegrzanowski는 임의의 문자열을 출력하는 말레볼제 프로그램을 생성하는 생성기를 만들었다. 그에 따르면, 이 생성기는 이동 명령을 무시하고, D 레지스터를 메모리의 맨 처음을 가리키게 한 후, A 레지스터가 필요한 값이 될 때까지 NOP, ROT, 그리고 Crazy 연산을 반복하여 원하는 값을 만들어 낸다. 이 방법으로 만들어진 프로그램은 Anthony의 프로그램보다 훨씬 더 크다.
2005년에 이자와 히사시(飯澤 恒)는 〈난해한 프로그래밍 언어 말레볼제의 프로그래밍 방법(難読プログラミング言語Malbolgeにおけるプログラム構成手法〉이라는 논문을 통해 말레볼제에서 반복문을 구현하는 방법을 보였으며, 그 예제로 "99 bottles of beer" 프로그램을 만들었다. 보관됨 2017-06-23 - 웨이백 머신 그는 Crazy 연산의 조합으로 덧셈 등의 연산을 구현하고, 일정한 횟수만큼 메모리를 접근해서 원하는 값을 만들어 내는 방법을 사용하였다.

## 말레볼제로 만든 "Hello, world" 프로그램
다음 프로그램은 "Hello, world."라는 문장을 출력한다.
(=<`:9^o^876Z4321UT.-Q+*)M'&%$H"!~}|Bzy?=|{z^o^]KwZY44Eq0/{mlk**
hKs_dG5[m_BA{?-Y;;Vb'rR5^o^431M}/.zHGwEDCBA@98\6543W10/.R,+O

## 구성
말레볼제는 삼진법 가상 머신, 즉 말레볼제 인터프리터의 기계어이다. 표준 인터프리터와 공식 명세서의 내용은 서로 약간 다른데, 여기서는 실제로 작동하는 프로그램을 만들 수 있도록 표준 인터프리터의 작동을 설명하겠다.

### 레지스터와 포인터
말레볼제에는 다른 언어들의 변수와 대응되는 세 개의 레지스터, 즉 a, c, d 레지스터가 있다. 프로그램이 실행될 때 세 레지스터의 값은 모두 0이다. c 레지스터는 현재 실행되는 명령을 가리키는 특수한 용도로 사용된다.
아래에서 [d]는 d 레지스터의 값이 메모리 주소이며, [d]는 그 주소에 저장되는 값이라는 것을 나타낸다. [c]도 마찬가지이다.

### 메모리
가상 머신에는 각각 10자리 삼진수 숫자를 저장할 수 있는 59049개의 메모리 공간이 있다. 각각의 공간에는 0부터 59048까지의 주소가 붙어 있으며 0부터 59048까지의 값을 저장할 수 있다. 59049가 저장될 경우 0으로 바뀐다.
말레볼제 프로그램이 시작되기 전에, 메모리의 앞부분이 프로그램으로 채워진다. 프로그램에 들어 있는 모든 공백 문자는 사라지며, 프로그래밍을 더욱 더 어렵게 하기 위해, 공백 문자를 제외한 프로그램은 아래에 설명된 명령 중 하나로 시작하여야 한다.
나머지 메모리 공간은 이전의 두 메모리 주소를 crazy 연산으로 계산한 값으로 채워진다 ([m] = crz [m-2], [m-1]). 이 방법으로 채워진 메모리는 12개 간격으로 그 값이 반복된다. (각각의 삼진수 한 자리는 3개나 4개 간격으로 그 값이 반복되기 때문에, 전체 값은 12개 간격으로 반복된다고 할 수 있다)

### 명령
말레볼제에는 여덟 개의 명령이 있다. 말레볼제는 [c]의 값에 c를 더하고, 그 값을 94로 나눈 나머지에 따라 어떤 명령을 실행할 지 결정한다. 각각의 결과에 따라 실행되는 명령은 다음과 같다.
| ([c] + c) mod 94 | 어셈블리 표현         | 설명 |
| ---------------- | --------------------- | --- |
| 4                | jmp [d] + 1           | [d]의 값에 1을 더한 위치로 이동해서 그 위치부터 프로그램 실행을 진행한다.                                                           |
| 5                | out a                 | a의 값을 아스키 문자로 화면에 출력한다.                                                                                             |
| 23               | in a                  | 문자 하나를 입력받아서, 그 문자의 아스키 코드를 a에 넣는다. 개행문자는 항상 10으로 입력되며, 파일의 끝(EOF)에서는 59048이 입력된다. |
| 39               | rotr [d] mov a, [d]   | [d]의 값을 3진수 한 자리만큼 돌린다. (즉 0002111112는 2000211111이 된다) 결과는 [d]와 a에 둘 다 저장된다.                           |
| 40               | mov d, [d]            | [d]에 있는 값을 d로 복사한다. |
| 62               | crz [d], a mov a, [d] | [d]와 a의 값을 가지고 아래에 설명된 crazy 연산을 수행한다. 결과는 [d]와 a에 둘 다 저장된다.                                         |
| 68               | nop                   | 아무 일도 하지 않는다. |
| 81               | end                   | 프로그램을 종료한다. |

위에 속하지 않는 모든 값은 68과 같은 역할(아무 일도 하지 않음)을 한다. 이 값들은 프로그램이 처음에 불릴 때는 허용되지 않지만 프로그램이 실행되면서 메모리 공간이 바뀐 상태에서는 명령으로 쓰일 수 있다.
각각의 명령이 실행된 후, 해당 명령은 아래에서 설명하는 방법으로 암호화되어서, 이동 명령이 실행되지 않았다면 다음에 실행되었을 때 같은 역할을 하지 않게 된다. 이동 명령이 실행되었을 경우에는 현재 명령이 아닌 이동된 위치 바로 앞에 있는 명령이 암호화된다. 그 후, c와 d의 값이 1씩 증가한 후 다음 명령이 실행된다.

### Crazy 연산
두 숫자의 각각의 3진법 자리마다 다음 표를 적용해서 결과를 얻는다. 예를 들어서 crz 0001112220, 0120120120의 결과는 1001022211이다.
| crz     | crz | Input 2 | Input 2 | Input 2 |
| crz     | crz | 0       | 1       | 2       |
| ------- | --- | ------- | ------- | ------- |
| Input 1 | 0   | 1       | 0       | 0       |
| Input 1 | 1   | 1       | 0       | 2       |
| Input 1 | 2   | 2       | 2       | 1       |

### 암호화
명령이 실행된 후, [c]의 값이 94보다 작을 때까지 94를 뺀다. 그 결과는 다음과 같은 (실제로는 완전히 같은) 두 방법을 통해 암호화되어 다시 [c]에 저장된다.

#### 첫째 방법
다음에서 결과값을 찾은 후, 그 아래에 있는 문자의 아스키 코드를 [c]에 저장한다.
0000000000111111111122222222223333333333444444444455555555556666666666777777777788888888889999
0123456789012345678901234567890123456789012345678901234567890123456789012345678901234567890123
9m<.TVac`uY*MK'X~xDl}REokN:#?G"i@5z]&gqtyfr$(we4{WP)H-Zn,[%\3dL+Q;>U!pJS72FhOA1CB6v^=I_0/8|jsb

#### 둘째 방법
다음 표에서 결과값을 찾은 후 대응되는 저장할 값을 [c]에 저장한다.
| 결과값 | 저장할 값 | 결과값 | 저장할 값 | 결과값 | 저장할 값 | 결과값 | 저장할 값 | 결과값 | 저장할 값 |
| ------ | --------- | ------ | --------- | ------ | --------- | ------ | --------- | ------ | --------- |
| 0      | 57        | 19     | 108       | 38     | 113       | 57     | 91        | 76     | 79        |
| 1      | 109       | 20     | 125       | 39     | 116       | 58     | 37        | 77     | 65        |
| 2      | 60        | 21     | 82        | 40     | 121       | 59     | 92        | 78     | 49        |
| 3      | 46        | 22     | 69        | 41     | 102       | 60     | 51        | 79     | 67        |
| 4      | 84        | 23     | 111       | 42     | 114       | 61     | 100       | 80     | 66        |
| 5      | 86        | 24     | 107       | 43     | 36        | 62     | 76        | 81     | 54        |
| 6      | 97        | 25     | 78        | 44     | 40        | 63     | 43        | 82     | 118       |
| 7      | 99        | 26     | 58        | 45     | 119       | 64     | 81        | 83     | 94        |
| 8      | 96        | 27     | 35        | 46     | 101       | 65     | 59        | 84     | 61        |
| 9      | 117       | 28     | 63        | 47     | 52        | 66     | 62        | 85     | 73        |
| 10     | 89        | 29     | 71        | 48     | 123       | 67     | 85        | 86     | 95        |
| 11     | 42        | 30     | 34        | 49     | 87        | 68     | 33        | 87     | 48        |
| 12     | 77        | 31     | 105       | 50     | 80        | 69     | 112       | 88     | 47        |
| 13     | 75        | 32     | 64        | 51     | 41        | 70     | 74        | 89     | 56        |
| 14     | 39        | 33     | 53        | 52     | 72        | 71     | 83        | 90     | 124       |
| 15     | 88        | 34     | 122       | 53     | 45        | 72     | 55        | 91     | 106       |
| 16     | 126       | 35     | 93        | 54     | 90        | 73     | 50        | 92     | 115       |
| 17     | 120       | 36     | 38        | 55     | 110       | 74     | 70        | 93     | 98        |
| 18     | 68        | 37     | 103       | 56     | 44        | 75     | 104       |        |           |

#### 암호화 과정에서의 사이클
Lou Scheffer의 말레볼제를 암호학적으로 분석한 결과에서는 암호화 과정에서의 다음과 같은 여섯 개의 사이클을 언급하고 있다:
- 33 ⇒ 53 ⇒ 45 ⇒ 119 ⇒ 78 ⇒ 49 ⇒ 87 ⇒ 48 ⇒ 123 ⇒ 71 ⇒ 83 ⇒ 94 ⇒ 57 ⇒ 91 ⇒ 106 ⇒ 77 ⇒ 65 ⇒ 59 ⇒ 92 ⇒ 115 ⇒ 82 ⇒ 118 ⇒ 107 ⇒ 75 ⇒ 104 ⇒ 89 ⇒ 56 ⇒ 44 ⇒ 40 ⇒ 121 ⇒ 35 ⇒ 93 ⇒ 98 ⇒ 84 ⇒ 61 ⇒ 100 ⇒ 97 ⇒ 46 ⇒ 101 ⇒ 99 ⇒ 86 ⇒ 95 ⇒ 109 ⇒ 88 ⇒ 47 ⇒ 52 ⇒ 72 ⇒ 55 ⇒ 110 ⇒ 126 ⇒ 64 ⇒ 81 ⇒ 54 ⇒ 90 ⇒ 124 ⇒ 34 ⇒ 122 ⇒ 63 ⇒ 43 ⇒ 36 ⇒ 38 ⇒ 113 ⇒ 108 ⇒ 39 ⇒ 116 ⇒ 69 ⇒ 112 ⇒ 68 ⇒ 33 ...
- 37 ⇒ 103 ⇒ 117 ⇒ 111 ⇒ 120 ⇒ 58 ⇒ 37 ...
- 41 ⇒ 102 ⇒ 96 ⇒ 60 ⇒ 51 ⇒ 41 ...
- 42 ⇒ 114 ⇒ 125 ⇒ 105 ⇒ 42 ...
- 50 ⇒ 80 ⇒ 66 ⇒ 62 ⇒ 76 ⇒ 79 ⇒ 67 ⇒ 85 ⇒ 73 ⇒ 50 ...
- 70 ⇒ 74 ⇒ 70 ...

이 사이클들은 각각의 시간에 각각의 일을 한 다음 다시 돌아와서 반복되는 루프를 만드는 데 사용할 수 있다. Lou Scheffer는 이 아이디어를 (아래에 링크된 그의 분석 결과에 포함되어 있는) 사용자의 입력을 모두 출력으로 되돌리는 말레볼제 프로그램을 만드는 데 사용했다.

## 같이 보기
- 인터칼